# Пилипче (Броварський район)
Пили́пче (до 2009 — Пилипча) — село в Україні, у Броварському районі Київської області. Населення становить 446 осіб. Входить до складу Березанської міської громади.

## Історія
з 1748 є церква Михайлівська
Є на мапі 1812 року
За даними на 1859 рік у власницькому та козацькому селі Переяславського повіту Полтавської губернії мешкало 665 особ (324 чоловічої статі та 341 — жіночої), налічувалось 91 дворове господарство, існувала православна церква.
Станом на 1885 рік у колишньому державному та власницькому селі Лехнівської волості мешкало 747 особи, налічувалось 154 дворових господарства, існували православна церква, постоялий будинок та 17 вітряних млинів.
За переписом 1897 року кількість мешканців зросла до 1032 осіб (494 чоловічої статі та 538 — жіночої), з яких всі — православної віри.
1910 року - село Пилипчичі Лехнівської волості Переяславського повіту Полтавської губернії, 205 господарств, 1047 мешканців разом з найманими робітниками.
В 1928 році в селі Пилипче було створено Товариство спільної обробки землі (ТСОЗ). Його організаторами були Захар Запісочний, Морма І. Г., Овчинник Ф. М., Ляшко Ф. Л. Всього об'єдналось 18 господарств.
В роки колективізації в 1930 році було створено сільськогосподарську артіль «Пахар». Першим головою колгоспу був Андрійченко А. С., а головою сільської Ради був тоді Прохоренко П. С. 1932 року в селі утворились два колгоспи: ім. Будьонного та ім. Якіра, що пізніше, коли Якіра оголосили ворогом народу і розстріляли, став імені Петровського. Головою колгоспу було обрано О. П. Хмельницького.
За свідченнями протягом голодоморних років у селі померло 122 жителі, хоча в архіві збереглися лише фрагменти книги реєстрації актів про смерть по сільській раді з 18-ма прізвищами.
До 12 червня 2020 року було центром Пилипчанської сільської ради.

## Населення
Згідно з переписом УРСР 1989 року чисельність наявного населення села становила 542 особи, з яких 225 чоловіків та 317 жінок.
За переписом населення України 2001 року в селі мешкало 440 осіб.

### Мова
Розподіл населення за рідною мовою за даними перепису 2001 року:
| Мова       | Відсоток |
| ---------- | -------- |
| українська | 98,21 %  |
| російська  | 1,79 %   |

## Видатні уродженці
- Бабич Євдокія Федорівна — Герой Соціалістичної Праці.

## Також
- Перелік населених пунктів, що постраждали від Голодомору 1932—1933 (Київська область)